# 紐代爾 (愛達荷州)
紐代爾（英語：Newdale）是一個位於美國愛達荷州弗里蒙特縣的城市。

## 地理
紐代爾的座標為43°53′10″N 111°36′13″W / 43.88611°N 111.60361°W，而該地的平均海拔高度為1548米（即5079英尺）。

## 人口
根據2010年美國人口普查的數據，紐代爾的面積為0.48平方千米，當中陸地面積為0.48平方千米，而水域面積為0.00平方千米。當地共有人口323人，而人口密度為每平方千米672.92人。